# Juffertoren
Juffertoren is de naam die aan een aantal kerktorens in Groningen wordt gegeven. De torens worden onderscheiden door hun gemetselde spits of helm. Twee hiervan bestaan nog: in Schildwolde (bij de hervormde kerk) en in Onstwedde (onderdeel van de Nicolaaskerk). Een derde in Holwierde (bij de Stefanuskerk) kreeg wegens bouwvalligheid reeds in 1807 een houten spits vanwege het belang voor de scheepvaart, stortte vervolgens alsnog in bij een storm in 1836 en werd uiteindelijk in 1853 op afbraak verkocht. Dit zijn de drie torens die traditioneel als de juffertorens worden aangeduid.
Een stuk of tien andere torens hadden eveneens een gemetselde spits. Dat geldt bijvoorbeeld de Pancratiuskerk in Godlinze, die is ingestort in 1583. De vier spitse torens van de oude  kerk van Midwolda waren eveneens "tot boven toe van steen". De vaak verbouwde toren van de kerk van Marum heeft tussen vermoedelijk 1672 en 1770 een gemetselde spits gehad. Volgens rijksbouwmeester Cornelis Peters hadden verder Bedum, Garrelsweer, Grijpskerk, Haren en Woltersum (tot 1838) vroeger een gemetselde torenspits. Elders Nederland zijn meer dan twintig voorbeelden bekend. Oudere voorbeelden bevinden zich in Duitsland, België en Frankrijk, met name in Kustvlaanderen en Normandië.. 

## Sage
Aan de juffertorens in Groningen is een sage verbonden, die onder meer door verhalenverzamelaar K. ter Laan is opgetekend in zijn boek Groninger Volksleven.
Er waren eens drie schatrijke zusters die niets anders deden dan feesten en dansen. Op een gegeven moment gingen ze inzien dat zo'n leven toch wel erg leeg was. Ze zagen in dat ze met hun rijkdom niets goeds deden. Tot dan toe waren ze altijd bij elkaar geweest, maar nu besloten ze uit elkaar te gaan. En waar ieder uitkwam, daar bouwden ze een toren ter ere van God. En die torens moesten precies gelijk zijn. De eerste kwam uit in Holwierde en bouwde daar een toren, de tweede kwam uit in Schildwolde en bouwde daar haar toren en de derde in Onstwedde. Daar staan drie torens die van ver te zien zijn en een lust voor de ogen te zijn.
De sage meldt dat de torens gelijk zijn, maar de torens van Onstwedde en Schildwolde verschillen behoorlijk.
Waarschijnlijk is de verklaring voor de naam Juffertoren heel wat prozaïscher. Een juffer is een lange dennenstam, die spits toeloopt. Naar analogie hiervan hebben dit soort smalle, hoogoplopende, spits toelopende torens de naam Juffertoren gekregen.

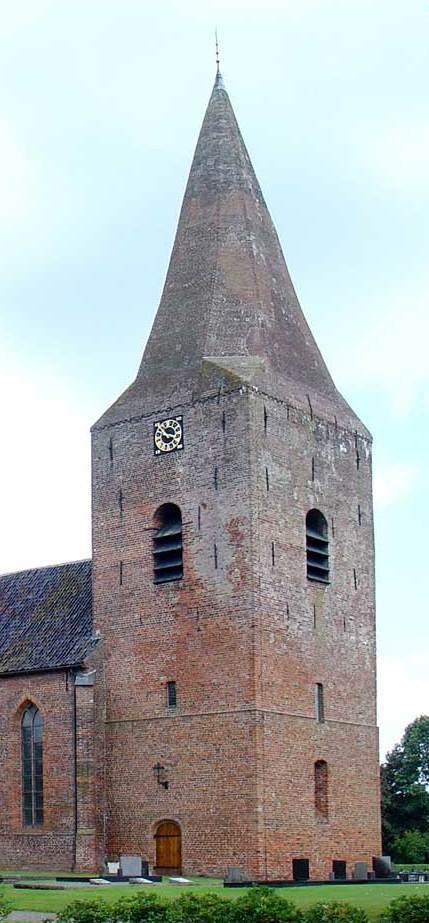
Nederlands Hervormde kerk met Juffertoren te Onstwedde
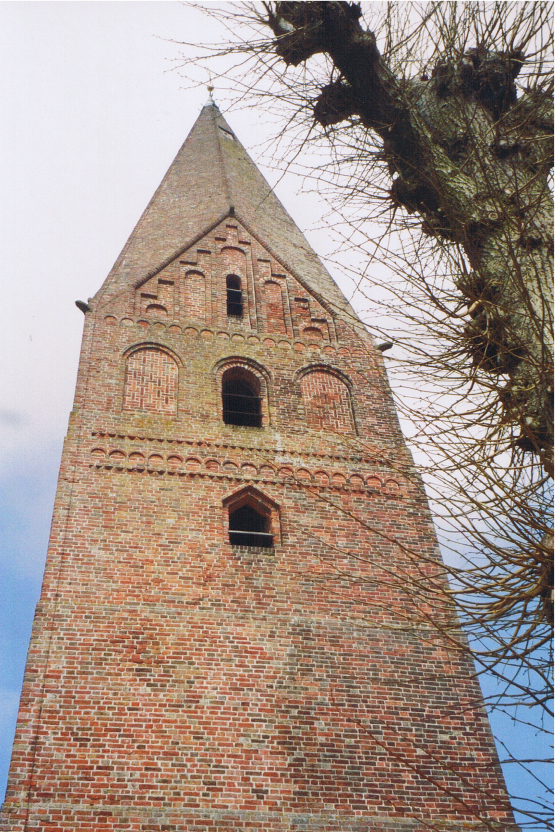
De Juffertoren van Schildwolde
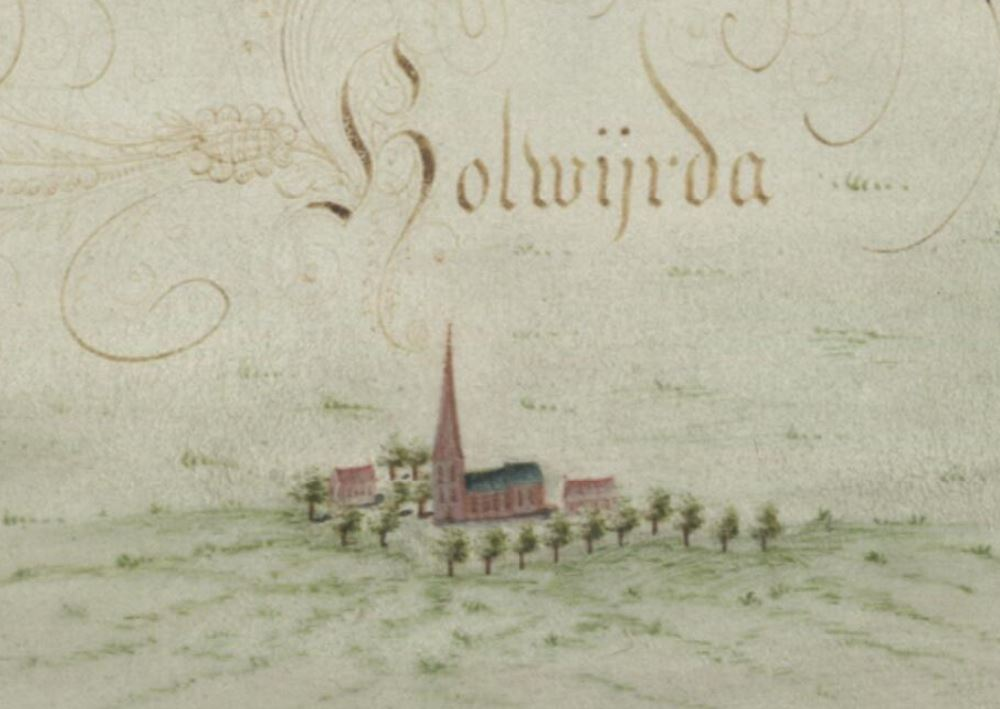
De juffertoren van Holwierde op een kaart van Henricus Teysinga uit 1738. Gesloopt in de tweede helft van de 19e eeuw.
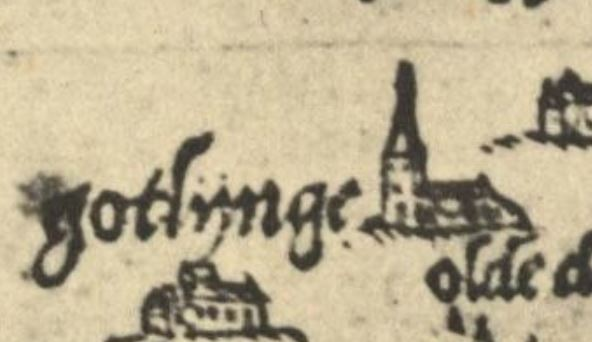
De juffertoren van Godlinze op de gewestkaart van Jacob van Deventer uit ca. 1545. Gesloopt in de tweede helft van de 16e eeuw.

## Zie verder
- Gemetselde spits